# Сахариха
Сахариха  — деревня в Торжокском районе Тверской области. Входит в состав Большесвятцовского сельского поселения.

## География
Находится в центральной части Тверской области на расстоянии приблизительно 10 км на север-северо-запад по прямой от районного центра города Торжок.

## История
Деревня была отмечена еще на карте 1825 года. В 1859 году здесь (деревня Новоторжского уезда Тверской губернии) было учтено 30 дворов, в 1938 — 19.

## Население
Численность населения: 300 человек (1859 год), 30 (русские 100 %) в 2002 году, 30 в 2010.